# 新疆生产建设兵团第八师一三四团
新疆生产建设兵团第八师一三四团是中华人民共和国新疆生产建设兵团第八师下辖的一个团。南距沙湾市60公里，距石河子市90公里。

## 历史
一三四团1957年建立时名农七师下野地第三农场，1969年改为一三四团，1975年划入新疆生产建设兵团农八师。

## 行政区划
新疆生产建设兵团第八师一三四团下辖以下单位：
团部、一连、三连、四连、五连、六连、八连、九连、十连、十一连、十二连、十三连、十四连、十六连、十七连、十八连、西三站生活区、沙门子镇区生活区、二十一连、二十二连、二十三连、二十四连、二十五连、二十六连、二十七连、二十九连、三十连和良繁连。